# Киселёвка (Александро-Слободское сельское поселение)
Киселёвка — деревня в Заинском районе Татарстана. Входит в состав Александро-Слободского сельского поселения.

## География
Находится в восточной части Татарстана на расстоянии приблизительно 13 км на юго-восток по прямой от железнодорожной станции города Заинск у речки Лесной Зай.

## История
Основана в начале XIX века. Упоминалась также как Новое Александровское, Крутогорское.

## Население
Постоянных жителей было: в 1859—274, в 1870—338, в 1884—451, в 1897—584, в 1913—694, в 1920—605, в 1926—403, в 1938—349, в 1949—232, в 1958—188, в 1970—175, в 1979—141, в 1989 — 93, в 2002 — 41 (русские 98 %), 27 в 2010.